# Valdidentro
Valdidentro är en ort och  kommun i provinsen Sondrio i regionen Lombardiet i Italien omkring 140 kilometer nordost om Milano och cirka 50 kilometer nordost om Sondrio, vid gränsen mot Schweiz. Kommunen hade 4 150 invånare (2018) och gränsar till följande kommuner: Bormio, Grosio, Livigno, Müstair (Schweiz), Poschiavo (Schweiz), Santa Maria Val Müstair (Schweiz), Tschierv (Schweiz), Valdisotto, Zernez (Schweiz).
Kommunen omfattar följande frazioni (en typ av indelning) Premadio, Pedenosso, Isolaccia, and Semogo.